# Добро пожаловать ко мне
«Добро пожаловать ко мне» (англ. Welcome to Me) — американский фильм в жанре чёрная комедия режиссёра Ширы Пивен с Кристен Уиг в главных ролях.
Мировая премьера состоялась на Кинофестивале в Торонто 5 сентября 2014 года.
Фильм был выпущен в США 8 мая 2015 года в ограниченном выпуске. На DVD и Blu-ray фильм вышел 16 июня 2015 года.

## Синопсис
Сюжет расскажет о женщине с пограничным расстройством личности, которая выигрывает в лотерею и решает потратить все свои деньги на собственное телешоу, рассказывающее о её жизни.

## В ролях
| Актёр                | Роль                |
| -------------------- | ------------------- |
| Кристен Уиг          | Элис Клиг           |
| Джеймс Марсден       | Рич Раскин          |
| Линда Карделлини     | Джина Селвэй        |
| Уэс Бентли           | Гейб Раскин         |
| Дженнифер Джейсон Ли | Деб Мозли           |
| Алан Тьюдик          | Тед Тербер          |
| Тим Роббинс          | доктор Дэрил Моффет |
| Джоан Кьюсак         | Доун Хёрли          |
| Томас Манн           | Райнер Ибарра       |
| Лоретта Дивайн       | Барб Вон            |

## Съёмки
Основные съёмки начались в июле 2013 года в Лос-Анджелесе. Также съёмки проходили в городе Индио, Калифорния, отеле Fantasy Springs Resort Casino, городах Внутренняя Империя, Баннинг, Бомонт и Кабазон. 14 августа съёмки проходили в Палм-Спрингс.

## Критика
Фильм получил положительные отзывы кинокритиков. На сайте Rotten Tomatoes фильм имеет рейтинг 73 % на основе 110 рецензий со средним баллом 6,4 из 10. На сайте Metacritic фильм имеет оценку 69 из 100 на основе 29 рецензий критиков, что соответствует статусу «в целом положительные отзывы».